# Gila crassicauda
Gila crassicauda és una espècie extinta de peix de la família dels ciprínids i de l'ordre dels cipriniformes.

## Morfologia
Els mascles podien assolir els 25 cm de longitud total.

## Distribució geogràfica
Es trobava als Estats Units.